# Běloruská centrální rada
Běloruská centrální Rada (bělorusky Беларуская цэнтральная рада, Biełaruskaja centralnaja rada – Běloruská ústřední rada, německy Weißruthenischer Zentralrat) byla formálně vláda Běloruska v letech 1943–44. Byla to kolaborační vláda, založená nacistickým Německem v rámci okupace a civilní správy Říšského komisariátu Ostland. V čele státu byl prezident Radasłaŭ Astroŭski a její armádní jednotky tvořila Běloruská regionální obrana.

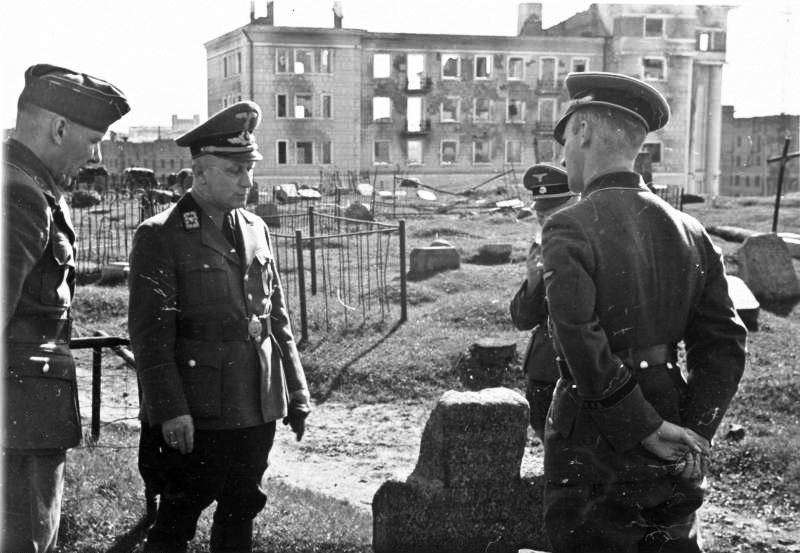
Generalreichskommissar Wilhelm Kube v Minsku, květen 1943